# Kabinett Gerard Batliner II

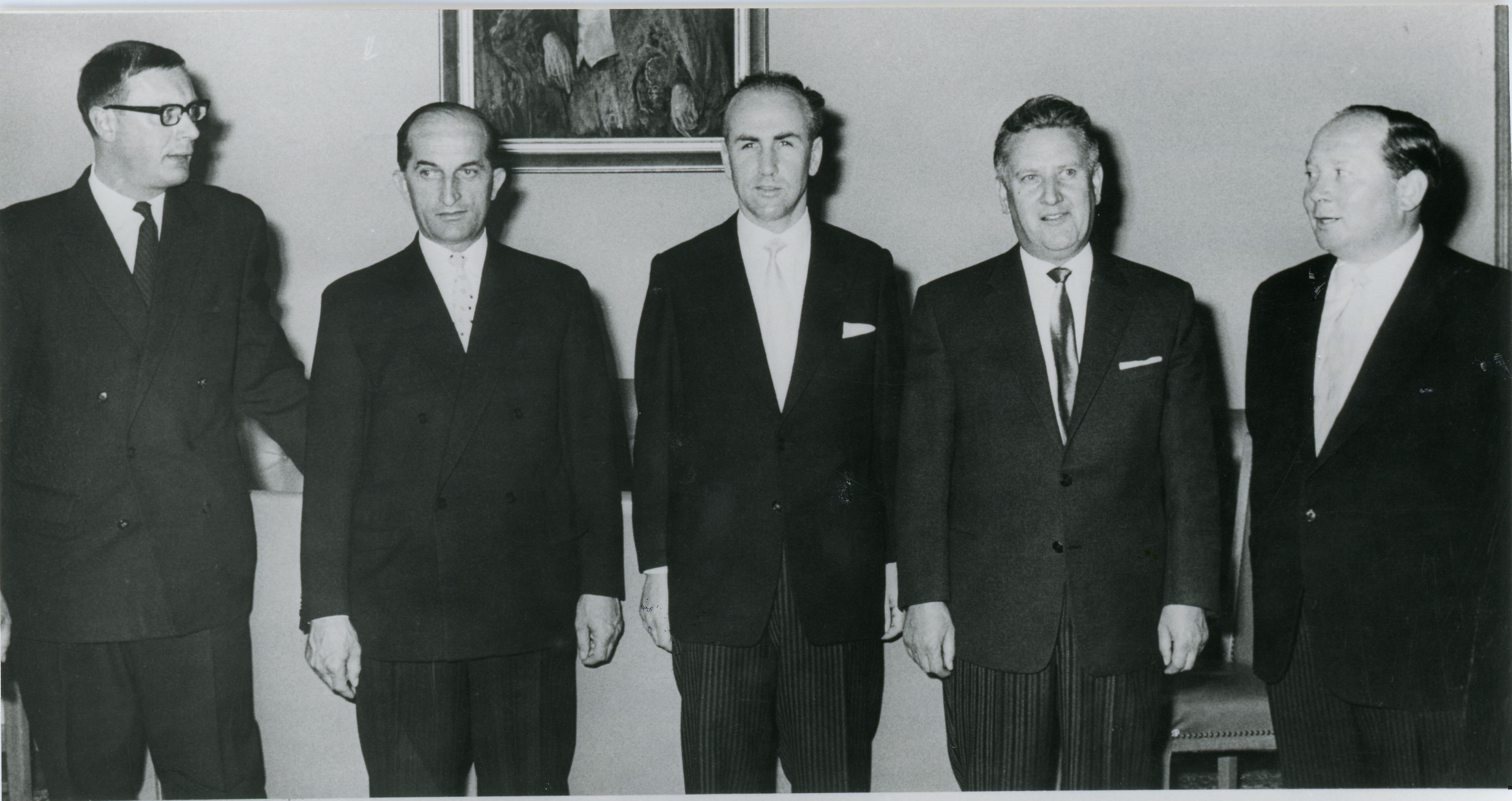
Die Mitglieder der Regierung

Das Kabinett Gerard Batliner II war von 16. Juni 1965 bis 12. Juni 1969 die 10. amtierende Regierung des Fürstentums Liechtenstein unter Vorsitz von Gerard Batliner (FBP) in seiner zweiten Amtszeit als Regierungschef.
Nach der Verfassungsreform vom 3. Februar 1965, mit der die bisherige dreiköpfige Regierung (Regierungschef plus zwei Regierungsräte) auf fünf Mitglieder erweitert wurde (Regierungschef plus Regierungschef-Stellvertreter und drei Regierungsräte), die Amtszeit für alle Mitglieder einheitlich auf vier Jahre festgelegt wurde (bisher Amtszeit des Regierungschefs abweichend 6 Jahre) und die Mindestvertretung jeder Landschaft mit mindestens zwei Regierungsräten festgeschrieben wurde, bildeten die Fortschrittliche Bürgerpartei (FBP) und die Vaterländische Union (VU) eine Koalitionsregierung, die im Landtag des Fürstentums Liechtenstein zusammen alle 15 Sitze einnahm.
In die Amtszeit des Kabinetts fiel die Schaffung des Sozialhilfegesetzes (1965), die Gründung des Liechtensteinischen Entwicklungsdienstes (1965), die Errichtung der Liechtensteinischen Staatlichen Kunstsammlung (1969) und die Schaffung des Vereins für Heilpädagogische Hilfe (1967). 
Für nach dem 18. März 1965 gebildete Regierungen gilt gemäss Artikel 79 der Verfassung des Fürstentums Liechtenstein, dass sie stets fünfköpfige Kollegialregierungen sind, bestehend aus einem Regierungschef als primus inter pares und vier Regierungsräten, von denen einer zum Regierungschef-Stellvertreter bestimmt wird. Aus jedem der beiden Landschaften Oberland und Unterland müssen wenigstens zwei Regierungsmitglieder kommen. Ernannt und entlassen werden sie vom Landesfürsten, die reguläre Amtsperiode beträgt vier Jahre.

## Kabinettsmitglieder
|                               | Bild                                       | Name            | Amtszeit                      | Landschaft | Ressort                                                    |
| Regierungschef                |                                            |                 |                               |            |                                                            |
|                               | Regierungschef Gerard Batliner             | Gerard Batliner | 16. Juni 1965 – 12. Juni 1969 | Unterland  | - Präsidium - Äusseres - Finanzen - Bildungswesen - Kultur |
| Regierungschef-Stellvertreter |                                            |                 |                               |            |                                                            |
|                               | Regierungschef-Stellvertreter Alfred Hilbe | Alfred Hilbe    | 16. Juni 1965 – 12. Juni 1969 | Oberland   | ?                                                          |
| Regierungsräte                |                                            |                 |                               |            |                                                            |
|                               | Regierungsrat Josef Oehri                  | Josef Oehri     | 16. Juni 1965 – 12. Juni 1969 | Unterland  | - Bauwesen                                                 |
|                               | Regierungsrat Gregor Steger                | Gregor Steger   | 16. Juni 1965 – 12. Juni 1969 | Oberland   | ?                                                          |
|                               | Regierungsrat Andreas Vogt                 | Andreas Vogt    | 16. Juni 1965 – 12. Juni 1969 | Oberland   | - Sozialwesen                                              |